# Regina Höschele
Regina Höschele (* 30. Oktober 1981 in Rosenheim) ist eine deutsche Klassische Philologin.

## Leben
Nach dem Abitur 2001 am Karolinen-Gymnasium Rosenheim studierte sie 2001 bis 2005 klassische und mittellateinische Philologie an der Ludwig-Maximilians-Universität München (LMU). Nach der Promotion 2007 war sie von 2007 bis 2011 Assistant Professor of Classics und von 2011 bis 2023 Associate Professor of Classics mit Tenure an der University of Toronto. Seit 2024 ist sie Inhaberin des Lehrstuhls Griechische Philologie mit literaturwissenschaftlichem Schwerpunkt an der LMU.
Ihre Arbeitsschwerpunkte sind hellenistische Dichtung, griechische Literatur der Kaiserzeit, Epigrammatik, Intertextualität, Text-Bild-Relationen und Sexualität in der Antike und erotische Literatur.

## Schriften (Auswahl)
- Verrückt nach Frauen. Der Epigrammatiker Rufin. Narr, Tübingen 2006 (Classica Monacensia 31) (= Magisterarbeit 2005), ISBN 978-3-8233-6205-0.
- Die blütenlesende Muse: Poetik und Textualität antiker Epigrammsammlungen. Narr, Tübingen 2010 (Classica Monacensia 36) (= Dissertation 2007), ISBN 978-3-8233-6552-5.
- mit Peter Bing: Aristaenetus: Erotic Letters. Society of Biblical Literature, Atlanta 2013 (Writings from the Greco-Roman World, Society of Biblical Literature), ISBN 978-1-58983-741-6.
- Theokrit: Gedichte, griechisch und deutsch. Reclam, Stuttgart 2016 (Reclams Universalbibliothek 19419), ISBN 3-15-019419-9.